# Mainardo (cardinal, 1049)
Mainardo, aussi  Maginardo et   Mainard (né à  Milan, et mort av. le 8 août 1074) est un cardinal italien du XIe siècle.  Il est membre de l'ordre des bénédictins à Mont Cassin.

## Biographie
Le pape Léon IX le crée cardinal-prêtre lors du consistoire de 1049. Son titre n'est pas connu. 
Le pape Étienne IX l'envoie en 1058 comme légat à Constantinople avec le cardinal français Étienne. Mainardo remplace le cardinal Humbert, évêque de Silva Candida, comme bibliothécaire et vice-chancelier de la Sainte-Église.
Il est nommé évêque de Silva Candida (Santa Rufina) en 1061 et il est abbé du monastère de Pomposa de 1064 à 1074. En 1067, il est envoyé à Milan comme légat pour combattre la simonie et la relaxation de le discipline de l'Église.
Mainardo participe à l'élection d'Alexandre II en 1061 et de Grégoire VII en 1073.